# Albert-Defant-Medaille
Die Albert-Defant-Medaille ist ein Wissenschaftspreis der Deutschen Meteorologischen Gesellschaft (DMG). Sie ist nach Albert Defant benannt und wurde zu dessen 100. Geburtstag im Jahr 1984 gestiftet. Die Medaille wird an Persönlichkeiten verliehen, die sich als Wissenschaftler hervorragende Verdienste in der physikalischen Ozeanographie erworben haben.

## Preisträger
- 1986 Henry Stommel
- 1989 Hans Ulrich Roll
- 1992 Klaus Wyrtki
- 1995 Pierre Welander
- 1998 Wolfgang Krauss
- 2001 Ernst Maier-Reimer
- 2007 Jürgen Willebrand
- 2010 Dirk Olbers
- 2013 Lothar Stramma
- 2016 Jürgen Sündermann, Monika Rhein
- 2019 Sabrina Speich
- 2022 Peter Brandt